# Palau dels Oblidats
El Palau dels Oblidats (castellà: Palacio de los Olvidados) és un museu de Granada, dedicat a la inquisició espanyola, història jueva, i patrimoni granadí i andalús. El Palau està situat al Albaicín, barri declarat Patrimoni de la Humanitat per la UNESCO el 1994 com a ampliació del conjunt monumental de l'Alhambra i el Generalife.
El museu ocupa l'emblemàtica Casa-Palau de Santa Agnès, un edifici restaurat de segle XVI declarat Bé d'Interès Cultural. A la façana destaca un escut d'armes sense identificar, però els seus trets fan creure que pertanyia a un jueu convers que va voler deixar patent la seva netedat de sang. El museu, inaugurat el 2014, ofereix visites guiades prèvia inscripció.

## Context històric
Tot just queden restes de la Granada dels jueus, però van ser una important comunitat amb grans poetes, homes d'estat, científics i filòsofs, que van contribuir a enriquir la ciutat de l'Alhambra. El Palau dels Oblidats va ser concebut com a espai expositiu dedicat a la cultura sefardita de Granada. El seu nom es deu a "un poble que va quedar oblidat després de la inquisició i la seva expulsió de Granada amb l'arribada dels Reis Catòlics." Amb això es pretén cobrir aquest buit històric i el desconeixement sobre la presència sefardita a la ciutat.

## Descripció
Amb els seus més de 700 metres quadrats, el Palau permet gaudir dels seus sales senyorials i ofereix unes impressionants vistes de l'Alhambra i de l'Albaicín des del seu mirador i terrazas. Als últims anys el museu compta amb dues exposicions permanents: "Inquisició : Antics instruments de tortura" i "Flamenc interactivo".

### Exposició
El museu integra elements que formen part de la seva estructura amb col·leccions particulars, la més important –la donada per la família Crespo López– repartida entre les dues plantes de l'espai expositiu, amb peces relacionades amb la Inquisició, els jueus conversos (o nous cristians), símbols religiosos, rituals litúrgics i festes. Es posa l'accent en la importància de la dona dins de la cultura sefardita i en els personatges més emblemàtics de la comunitat jueva, com Samuel ha-Naguid, Moisès ibn Ezra o Judà ibn Tibbon. El recorregut acaba en una cambra dedicada completament a la Sinagoga de l'Aigua a Úbeda (Jaén), amb una reproducció del seu bany ritual (Micvé).
Per tal de deixar palesa la rellevància de la Inquisició en la vida dels jueus granadins, les dues temàtiques comparteixen el mateix espai. Una forca amb vistes a l'Alhambra, guillotines i "màscares de tortura" es barregen en el Palau dels Oblidats amb símbols de la cultura sefardita, amb rellotges de sol i avenços astrofísics que recorden la presència i persecució dels jueus i evidencia la llum i l'ombra d'aquesta època.

#### Museu de la Inquisició
La inquisició espanyola, establerta pels Reis Catòlics en 1478 amb la finalitat de «purificar» a Espanya i imposar el catolicisme, va durar 350 anys fins que va ser abolida en 1834.
El Palau dels Oblidats té en exposició a més de 70 instruments de tortura utilitzats pel tribunal europeu i espanyol de la inquisición. Música de corda "tènue com la llum de les seves estades" condueix pel "recorregut de la terror" i avança, amb un esquelet lligat a una roda i la gramalleta que assenyalava als impius, el repertori d'elements de tortura distribuïts per les seves dues plantas.

#### Exposició Flamenc Interactiu
A la primera planta hi ha l'exposició Flamenc Interactiu, dissenyada per crear "una experiència que replica les múltiples sensacions que evoca el flamenc". En aquest espai es dona a conèixer el seu passat i present, els seus compassos, les seves cantes, i els seus tipus de veus.
Dissenyada per a la "experimentació sensorial", es recreen amb la participació de públic i amb el suport d'aplicacions de multimèdia interactiva seus balls i les influències rebudes d'altres danses.